# Лисково (Куявсько-Поморське воєводство)
Лиско́во (пол. Łyskowo) — село в Польщі, у гміні Ґостицин Тухольського повіту Куявсько-Поморського воєводства.
Населення — 352 особи (2011).
У 1975—1998 роках село належало до Бидгощського воєводства.

## Демографія
Демографічна структура станом на 31 березня 2011 року:
|          | Загалом | Допрацездатний вік | Працездатний вік | Постпрацездатний вік |
| -------- | ------- | ------------------ | ---------------- | -------------------- |
| Чоловіки | 174     | 36                 | 122              | 16                   |
| Жінки    | 178     | 41                 | 111              | 26                   |
| Разом    | 352     | 77                 | 233              | 42                   |